# Scotoleon niger
Scotoleon niger is een insect uit de familie van de mierenleeuwen (Myrmeleontidae), die tot de orde netvleugeligen (Neuroptera) behoort. 
Scotoleon niger is voor het eerst wetenschappelijk beschreven door Currie in 1898.